# 12 솔져스
《12 솔져스》(영어: 12 Strong)는 2018년 공개된 미국의 전쟁 드라마 영화이다. 니콜라이 퓰시가 감독을, 새드 탤리와 피터 크레이그가 각본을 맡았다. 더그 스탠튼의 논픽션 Horse Soldiers 가 영화의 원작이다.

## 출연
- 크리스 헴스워스 - 미치 넬슨 역
- 마이클 섀넌 - 칼 스펜서 역
- 마이클 페냐 - 샘 딜러 역
- 트러반테 로즈 - 벤 마일로 역
- 윌리엄 피크너 - 존 멀홀랜드 역
- 엘사 파타키 - 진 넬슨 역
- 테일러 쉐리던 - 브라이언 역
- 오스틴 스토웰 - 프레드 폴스 역
- 제프 스털츠 - 숀 코퍼스 역
- 새드 러킨빌 - 번 마이클스 역
- 롭 리글 - 맥스 바어스 역
- 잭 케시 - 찰스 존스 역
- 나비드 네가반 - 압둘 라시드 도스툼 역
- 파힘 파질 - 칼레드 역
- 오스틴 헤버트 - 팻 에섹스 역
- 벤 오툴 - 스콧 블랙 역
- 케네스 밀러 - 케니 잭슨 역
- 케니 시어드 - 빌 베넷 역
- 누만 아자르 - 물라 라잔 역
- 아르시아 만다비 - 나지브 역